# Сухарево (Татарстан)
Су́харево (тат. Сокрау) — село в Нижнекамском районе Татарстана. Центр муниципального образования сельское поселение Сухаревское.

## География
Располагается на автодороге Нижнекамск — Камские Поляны, в 23 км юго-западнее Нижнекамска.

## История
Основано в XVII веке.
В 2013 году село стало обладателем республиканского гранта по результатам развития инфраструктуры и социальной политики.

## Демография
| Население | Население | Население | Население |
| 1989      | 1997      | 2010      | 2010      |
| --------- | --------- | --------- | --------- |
| 594       | 724       | 710       | 800       |